# 천천고등학교
천천고등학교(泉川高等學校)는 대한민국 경기도 수원시 장안구 천천동에 위치한 공립 고등학교이다.

## 학교 연혁
- 2003년 9월 26일 : 천천고등학교 건물 준공
- 2004년 1월 5일 : 천천고등학교 설립 인가(36학급)
- 2004년 2월 28일 : 학교 전산망 구축 완료
- 2004년 3월 1일 : 초대 양재룡 교장 취임
- 2004년 3월 1일 : 경기도 교육청 지정 외국어(영어) 과정 특성화 학교
- 2004년 3월 3일 : 제1회 입학식(12학급 384명 입학)
- 2006년 3월 1일 : 경기도 교육청 지정 공교육내실화 논술교육 연구학교(2년)
- 2007년 2월 7일 : 제1회 졸업 367명
- 2007년 3월 1일 : 제2대 오옥환 교장 취임
- 2022년 3월 1일 : 제6대 지영미 교장 취임
- 2024년 1월 9일 : 제18회 졸업식(10학급 232명, 졸업생 연인원 6,364명)
- 2024년 3월 4일 : 제21회 입학식(10학급 278명 입학)

## 참고 자료
- 천천고등학교 - 한국교육학술정보원 학교알리미